# Oedignatha mogamoga
Espèce
Oedignatha mogamoga est une espèce d'araignées aranéomorphes de la famille des Liocranidae.

## Distribution
Cette espèce se rencontre en Malaisie, en Indonésie au Kalimantan. Elle a été introduite aux Samoa et aux Seychelles.

## Description
Le mâle holotype mesure 4,58 mm.
Le mâle décrit par Deeleman-Reinhold en 2001 mesure 5,20 mm et la femelle 3,90 mm.

## Publication originale
- Marples, 1955 :  Spiders from western Samoa. Journal of the Linnean Society of London, Zoology, vol. 42, p. 453-504.